# Chiu Ping-kun
Chiu Ping-kun (炳坤 邱; * 2. Januar 1964) ist ein taiwanischer Bogenschütze.
Chiu nahm an den Olympischen Spielen 1988 in Seoul teil. Er belegte Platz 45 in der Einzelwertung und wurde mit der Mannschaft 7.
Später gehörte Chiu der Chinese Taipei Archery Association an, zeitweilig war er ihr Generalsekretär.